# کمیسر سازمان غذا و داروی ایالات متحده آمریکا
کمیسر سازمان غذا و دارو ایالات متحده آمریکا (انگلیسی: Commissioner of Food and Drugs) رئیس سازمان غذا و داروی آمریکا است. این سازمان یک سازمان دولتی است که به وزارت بهداشت و خدمات انسانی ایالات متحده آمریکا وابسته است. رئیس سازمان مواد غذایی و دارویی ایالات متحده آمریکا توسط رئیس‌جمهور ایالات متحده آمریکا و با تأیید مجلس سنای آمریکا منصوب می‌شود. وزیر بهداشت و خدمات انسانی ایالات متحده آمریکا به دلیل بحث و گفتگوهای مکرری که در مورد FDA صورت گرفته، در نتیجه آژانس به دلیل پیش نرفتن امور در دورهٔ مشخص وظیفه را بر عهدهٔ یک کمیسر گذاشته‌است. به عنوان مثال، در انتصاب اندرو وان اشتنباخ که توسط سناتورهای مجلس انتخاب شد. این انتخابات در شرایطی صورت گرفت که سازمان غذا و دارو برای پیشگیری اضطراری از بارداری، فروش داروی بدون نسخه پزشک را مجاز کرده بود.